# Pat Cox
Pat Cox, irl. Pádraig Cox (ur. 28 listopada 1952 w Dublinie) – irlandzki polityk, dziennikarz i prezenter telewizyjny, eurodeputowany w latach 1989–2004, od 2002 do 2004 przewodniczący Parlamentu Europejskiego V kadencji.

## Życiorys
Pat Cox jest absolwentem Trinity College w Dublinie, który ukończył w 1974. Następnie pracował jako wykładowca nauk ekonomicznych w Instytucie Administracji Publicznej w Dublinie oraz na Uniwersytecie w Limerick. Przyczynił się m.in. do tego, że po raz pierwszy w Irlandii na jednym z uniwersytetów wprowadzono kierunek studiów europejskich.
W latach 1982–1986 był komentatorem politycznym, prezenterem i dziennikarzem programu telewizyjnego Today Tonight emitowanego w RTÉ.
Po utworzeniu pod koniec 1985 nowej liberalnej partii Progresywni Demokraci powołany został na jej sekretarza generalnego. W wyborach w 1989 jako kandydat tego ugrupowania został wybrany do Parlamentu Europejskiego III kadencji. W tym samym roku Pat Cox odgrywał istotną rolę w rokowaniach nad programem rządowym, które latem 1989 doprowadziły po raz pierwszy do udziału Progresywnych Demokratów w krajowej koalicji rządzącej. W listopadzie 1992 uzyskał mandat do niższej izby parlamentu irlandzkiego (Dáil Éireann) jako reprezentant okręgu wyborczego Cork South.
W 1994 ponownie wybrany został do Parlamentu Europejskiego, startując jako kandydat niezależny. Grupa Europejskiej Liberalno-Demokratycznej Partii Reform mianowała go na swojego wiceprzewodniczącego. Powierzono mu kierownictwo komitetu programowego, który dla europejskich liberałów opracował program wyborczy, który przyjęto w kwietniu 1999 na zjeździe liberałów europejskich w Berlinie. W 1998, po zakończeniu dotychczasowej kadencji przewodniczącego frakcji ELDR, Pat Cox został jednogłośnie wybrany na to stanowisko. Po wyborach w 1999, w których po raz trzeci z rzędu odnowił mandat, wybrano go ponownie na przewodniczącego frakcji ELDR. 15 stycznia 2002 został przewodniczącym Parlamentu Europejskiego V kadencji, funkcję tę sprawował do 19 lipca 2004. Nie ubiegał się o reelekcję.
Odznaczony m.in. Orderem Gwiazdy Rumunii i Orderem Zasługi Republiki Włoskiej. W uznaniu roli odgrywanej przez Parlament Europejski w decydującym momencie rozwoju Europy, jakim było piąte rozszerzenie Unii Europejskiej, jak również w uznaniu wybitnego wkładu jej przewodniczącego, Pat Cox został uhonorowany w maju 2004 Nagrodą Karola Wielkiego.
W 2006 został prezydentem Ruchu Europejskiego, organizacji paneuropejskiej wspierającej idee integracji, funkcję tę pełnił do 2011.